# تعطیلات فدرال در ایالات متحده
تعطیلات فدرال در ایالات متحده (انگلیسی: Federal holidays in the United States) یک تاریخ تقویمی است که توسط دولت ایالات متحده به عنوان تعطیلات تعیین می‌شود. هر سال در تعطیلات فدرال ایالات متحده، دفاتر غیر ضروری دولت فدرال بسته می‌شوند، معاملات بازار سهام معمولاً به حالت تعلیق در می‌آیند و به هر کارمند دولت فدرال برای تعطیلات دستمزد پرداخت می‌شود. در مجموع ۱۱ تعطیلات فدرال وجود دارد.